# Cuthona perca
Cuthona perca är en snäckart som först beskrevs av Er. Marcus 1958.  Cuthona perca ingår i släktet Cuthona och familjen Tergipedidae. Inga underarter finns listade i Catalogue of Life.